# 石磚棋

棋盤與棋子

石磚棋（Rumis），又名拉米石，其詞來自印加帝國的通用語克丘亞語，意指石頭。是Stefan Kögl在2003年推出的兩到四人對戰的抽象策略遊戲，類同泥磚棋。後來有推出增加到六人版的產品。法國的Sekkoïa公司將此遊戲重新包裝成德國圍棋立體版Blokus 3D推出。

## 棋具
- 棋子造型如立體版的俄羅斯方塊從一方塊到四方塊組成形狀大小各不同共十一種，有四種顏色，分別為四位玩家所用。

- 共有四種棋盤，代表各種印加古城石建築。也有玩家在網路推出自製的棋盤。

## 規則
- 若是只有兩位玩家，則每人用兩種色塊，其餘與四人版規則同。

- 玩家輪流選擇放方塊放在棋盤上，也可放棄不放棋子。每一家的第一個方塊必須躺放，之後必須與同色方塊相連接，也不可懸空或下方有空位，整體高度不能超過各種棋盤所規定。

- 計分方式為完成棋盤上所規定的形狀後，從上俯視檢視各玩家的所佔數，然後扣掉各玩家未放上的色塊數，分數多者獲勝。

## 外部連結
- Blokus 3D線上遊戲 （页面存档备份，存于）